# Harry Burton

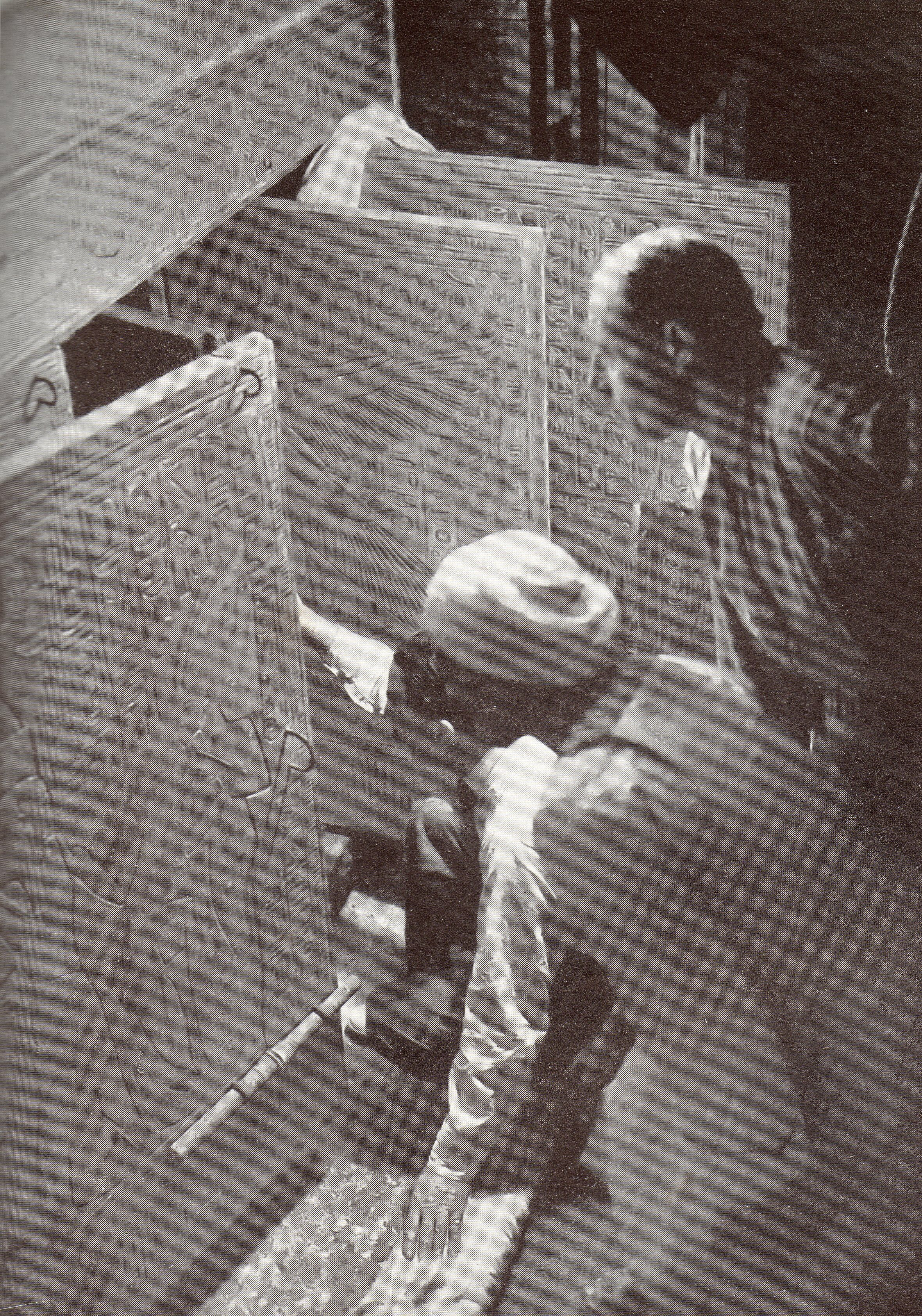
H. Burton, Howard Carter, egipski robotnik i Arthur Callender przy wejściu do grobowca Tutanchamona, 1924

Harry Burton (ur. 13 września 1879 w Stamford, zm. 27 czerwca 1940 w Asjut w Egipcie) – angielski egiptolog i fotograf archeologiczny, dokumentujący odkrycia w Egipcie.
Do 1914 roku współpracował z Theodore’em Davisem. Od 1914 roku pracował jako fotograf dla Kolekcji Egipskiej Metropolitan Museum of Art w Nowym Jorku, współpracując z Herbertem Winlockiem. Szczególnie zasłynął dokumentując otwarcie i eksplorację grobowca Tutanchamona oraz inwentaryzację wszelkich przedmiotów tam znalezionych. Gdy zaszła konieczność zaangażowania fotografa do ekipy, wybór Howarda Cartera od razu padł na Harry’ego Burtona, mającego opinię energicznego i dziarskiego człowieka, perfekcyjnie operującego sprzętem fotograficznym. Pracując w zespole Cartera spędził w Dolinie Królów, osiem lat, wykonując ogromną liczbę zdjęć oraz filmując najważniejsze chwile odkrycia, otwarcia i dokumentacji zawartości grobowca Tutanchamona. 21 lutego 1923 roku „The Times” opublikował 142 zdjęcia z prac w grobowcu Tutanchamona.
W 2001 roku w Metropolitan Museum of Art otwarto specjalną wystawę prac Burtona pod tytułem: „The Pharaoh’s Photographer: Harry Burton, Tutankhamun, and the Metropolitan’s Egyptian Expedition”, upamiętniająca jego pracę.